# Töre landskommun
Töre landskommun var en tidigare kommun i Norrbottens län. Centralort var Töre och kommunkod 1952-1966 var 2512.

## Administrativ historik
Töre landskommun bildades den 1 januari 1924 (enligt beslut den 28 mars 1923) genom en utbrytning av Töre församling ur Nederkalix landskommun. Kommunreformen 1952 påverkade inte indelningarna i området, då varken Västerbottens eller Norrbottens län berördes av reformen.
Den 1 januari 1967 återförenades Töre (3 534 invånare) med Nederkalix (14 825 invånare) för att tillsammans bilda den nya kommunen Kalix landskommun.

### Judiciell tillhörighet
I judiciellt hänseende tillhörde kommunen Nederkalix tingslag och Kalix domsaga. 1 januari 1948 uppgick tingslaget i Kalix domsagas tingslag.

### Kyrklig tillhörighet
I kyrkligt hänseende tillhörde kommunen Töre församling (bildad 1 maj 1909). Från 1 januari 1929 var församlingen uppdelad på två kyrkobokföringsdistrikt: Morjärv och Töre.

## Kommunvapnet
Blasonering: I svart fält ett ankare av silver och däröver en ginstam av hermelin.
Detta vapen fastställdes av Kungl. Maj:t den 25 maj 1951. Ankaret representerar Sveriges nordligaste hamn i Töre; skeppsbyggeriet från 1700-talets slut till 1800-talets mitt. Ginstammen av hermelin är taget från vapnet för friherrliga ätten Hermelin och Samuel Gustaf Hermelin, som anlade sågkvarn, stångjärnssmedja och masugn i Töre socken. Det svarta fältet representerar kolhanteringen.

## Geografi
Töre landskommun omfattade den 1 januari 1952 en areal av 890,70 km², varav 832,80 km² land. Efter nymätningar och arealberäkningar färdiga den 1 januari 1954 omfattade landskommunen den 1 januari 1961 en areal av 925,07 km², varav 869,33 km² land.

### Tätorter i kommunen 1960
| Tätort  | Folkmängd |
| ------- | --------- |
| Töre    | 1 249     |
| Morjärv | 655       |
| Siknäs  | 210       |

Tätortsgraden i kommunen var den 1 november 1960 47,0 procent.

## Se även

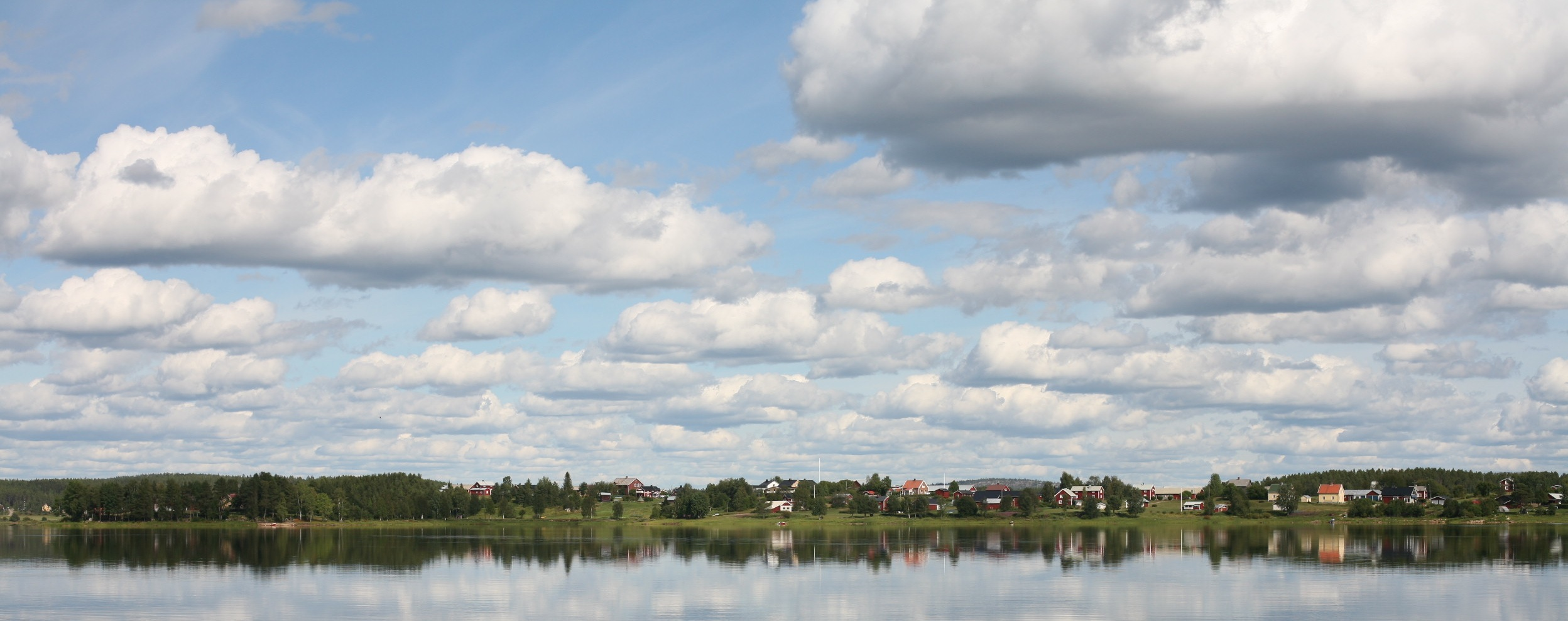
Övermorjärv vid Kalixälven.

## Befolkningsutveckling
| Befolkningsutvecklingen i Töre landskommun 1925–1965 | Befolkningsutvecklingen i Töre landskommun 1925–1965 | Befolkningsutvecklingen i Töre landskommun 1925–1965 | Befolkningsutvecklingen i Töre landskommun 1925–1965 | Befolkningsutvecklingen i Töre landskommun 1925–1965 |
| --- | ---------------------------------------------------- | ---------------------------------------------------- | ---------------------------------------------------- | ---------------------------------------------------- |
| |                                                      |                                                      |                                                      |                                                      |
| År |                                                      |                                                      | Folkmängd                                            |                                                      |
| 1925 | 1925                                                 |                                                      | 4 556                                                |                                                      |
| 1930 | 1930                                                 |                                                      | 4 544                                                |                                                      |
| 1935 | 1935                                                 |                                                      | 4 792                                                |                                                      |
| 1940 | 1940                                                 |                                                      | 4 977                                                |                                                      |
| 1945 | 1945                                                 |                                                      | 5 210                                                |                                                      |
| 1950 | 1950                                                 |                                                      | 5 109                                                |                                                      |
| 1955 | 1955                                                 |                                                      | 4 840                                                |                                                      |
| 1960 | 1960                                                 |                                                      | 4 496                                                |                                                      |
| 1965 | 1965                                                 |                                                      | 3 681                                                |                                                      |
| Anm: 1925 och 1955 avser den kyrkobokförda befolkningen den 31 december enligt den administrativa indelningen den 1 januari följande år. För åren 1930-1945: befolkning enligt folkräkning 31 december enligt den administrativa indelningen den 1 januari följande år. 1950 avser befolkning enligt folkräkning den 31 december enligt den administrativa indelningen den 1 januari 1952. 1960 och 1965 avser befolkning enligt folkräkning den 1 november enligt den administrativa indelningen den 1 januari följande år. |                                                      |                                                      |                                                      |                                                      |

## Politik

### Mandatfördelning i valen 1938-1962
| 5 | 10 | 2 | 6 |

| 22 |

| 3 | 13 | 7 |

| 22 |

| 5 | 12 | 4 | 2 |

| 22 |

| 4 | 14 | 3 | 3 | 2 |

| 25 |

| 4 | 14 | 3 | 3 | 2 |

| 25 |

| 3 | 15 | 3 | 2 | 3 |

| 25 |

| 3 | 16 | 3 | 2 | 2 |

| 25 |

### Fotnoter
1. ↑   ( PDF) Folkräkningen den 31 december 1930, I. Areal och folkmängd inom särskilda förvaltningsområden m.m., Befolkningsagglomerationer. Stockholm: Statistiska centralbyrån. 1935. sid. 120-121. Arkiverad från originalet den 26 oktober 2014. https://www.webcitation.org/6TbpmPsGq?url=http://www.scb.se/Grupp/Hitta_statistik/Historisk_statistik/_Dokument/SOS/Folkrakningen_1930_1.pdf. Läst 8 april 2018 Arkiverad 24 september 2015 hämtat från the Wayback Machine.
2. 1 2   ( PDF) Folkräkningen den 31 december 1950, I, Areal och folkmängd inom särskilda förvaltningsområden m.m., Tätorter. Stockholm: Statistiska centralbyrån. 1952. sid. 6* & 121. Arkiverad från originalet den 1 oktober 2014. https://www.webcitation.org/6T09ZkyrB?url=http://www.scb.se/Grupp/Hitta_statistik/Historisk_statistik/_Dokument/SOS/Folkrakningen_1950_1.pdf. Läst 12 april 2018 Arkiverad 29 oktober 2013 hämtat från the Wayback Machine.
3. ↑  Per Andersson: Sveriges kommunindelning 1863-1993, Draking, Mjölby 1993, ISBN 91-87784-05-X, s. 100
4. ↑   ( PDF) Folk- och bostadsräkningen 1970, Del 1. Befolkning i kommuner och församlingar m.m.. Stockholm: Statistiska centralbyrån. 1972. sid. 69 & 253. Arkiverad från originalet den 6 juli 2015. https://www.webcitation.org/6ZpNsyqr4?url=http://www.scb.se/Grupp/Hitta_statistik/Historisk_statistik/_Dokument/SOS/Folk_o_bostadsrakningen_1970_1.pdf. Läst 12 april 2018 Arkiverad 24 september 2015 hämtat från the Wayback Machine.
5. ↑  ”Svenska Heraldiska Föreningens vapendatabas”. Arkiverad från originalet den 18 oktober 2012. https://web.archive.org/web/20121018011750/http://databas.heraldik.se/index.php. Läst 27 januari 2011.
6. ↑   ( PDF) Folkräkningen den 1 november 1960, I, Folkmängd inom kommuner och församlingar efter kön, ålder, civilstånd m.m.. Stockholm: Statistiska centralbyrån. 1961. sid. 61 & 206. Arkiverad från originalet den 14 oktober 2013. https://web.archive.org/web/20131014172059/http://www.scb.se/Grupp/Hitta_statistik/Historisk_statistik/_Dokument/SOS/Folkrakningen_1960_01.pdf. Läst 12 april 2018
7. ↑   ( PDF) Folkräkningen den 1 november 1960, II, Folkmängd inom tätorter efter kön, ålder och civilstånd.. Stockholm: Statistiska centralbyrån. 1961. sid. 32. Arkiverad från originalet den 29 juni 2015. https://www.webcitation.org/6ZeEB9Ija?url=http://www.scb.se/Grupp/Hitta_statistik/Historisk_statistik/_Dokument/SOS/Folkrakningen_1960_02.pdf. Läst 12 april 2018 Arkiverad 24 september 2015 hämtat från the Wayback Machine.
8. ↑  ”Historisk statistik efter serie”. Statistiska centralbyrån. Arkiverad från originalet den 30 december 2017. https://web.archive.org/web/20171230122632/http://www.scb.se/sv_/hitta-statistik/historisk-statistik/digitaliserat---statistik-efter-serie/. Läst 12 april 2018.
9. ↑   ( PDF) Folkmängd 31 dec 1950–1975 i län, kommuner och församlingar enligt kommunindelningen 1 jan 1976. Sveriges officiella statistik. Stockholm: Statistiska centralbyrån. 1977. Arkiverad från originalet den 15 augusti 2016. https://web.archive.org/web/20160815205436/https://www.scb.se/H/SOS%201911-/Befolkningsstatistik/Folkm%c3%a4ngd%201950-1975%20l%c3%a4n,%20kommuner%20och%20f%c3%b6rsamlingar%20(SOS)/Befolkning-Folkmangd-1950-1975-lan-kommuner-forsamlingar.pdf. Läst 12 april 2018
10. ↑  ”Folkräkningen 1910–1960”. Statistiska centralbyrån. Arkiverad från originalet den 22 augusti 2018. https://web.archive.org/web/20180822113519/https://www.scb.se/sv_/Hitta-statistik/Historisk-statistik/Digitaliserat---Statistik-efter-serie/Sveriges-officiella-statistik-SOS-utg-1912-/Folk--och-bostadsrakningarna-1860-1990/Folkrakningen-1910-1960/. Läst 12 april 2018.
11. ↑  ”Folk- och bostadsräkningen 1965–1990”. Statistiska centralbyrån. Arkiverad från originalet den 22 augusti 2018. https://web.archive.org/web/20180822145518/https://www.scb.se/sv_/Hitta-statistik/Historisk-statistik/Digitaliserat---Statistik-efter-serie/Sveriges-officiella-statistik-SOS-utg-1912-/Folk--och-bostadsrakningarna-1860-1990/Folk--och-bostadsrakningen-1965-1990/. Läst 12 april 2018.